# Fahrni
Fahrni is een gemeente en plaats in het Zwitserse kanton Bern, en maakt deel uit van het district Thun.
Fahrni telt 811 inwoners.